# The Radicalz
The Radicalz fue un stable heel de lucha libre profesional que luchó en World Wrestling Federation (WWF) y en World Championship Wrestling (WCW).
El grupo estaba formado por Chris Benoit, Eddie Guerrero, William McArthur, Perry Saturn y la novia (Kayfabe) de este último, Terri. Benoit, Malenko y Saturn formaban parte de un pequeño pero similar stable de joven talento durante su etapa en WCW, llamado The Revolution, el cual por defecto fue desmantelado.
El grupo se disolvió en 2001 después de que ese mismo año Chris Benoit fuera forzado a abandonar el grupo, Eddie Guerrero fuera despedido de la compañía y, más tarde, debido al retiro de Malenko.

## Historia

### World Championship Wrestling
En 1999, cuatro luchadores mid-carders y upper-carders de World Championship Wrestling comenzaron a sentirse descontentos con la política tras bastidores y el mal ambiente laboral de WCW y en última instancia dejaron la compañía a principios de 2000. Estos cuatro luchadores Chris Benoit, Eddie Guerrero, Dean Malenko y Perry Saturn acabaron marchándose a la WWF, un movimiento realizado también en parte debido a la disolución de WCW, la cual dejó de existir ese mismo año. En el momento de dar el salto a WWF Benoit, Saturn y Malenko eran miembros de un grupo llamado The Revolution, cuyo líder era Shane Douglas, que entró también en el rumor de querer dar dicho salto.
Al mismo tiempo en el que dichos luchadores marchaban a WWF, Benoit fue reconocido como Campeón Mundial de WCW tras derrotar a Sid Vicious en una lucha. El título se le fue entregado por el entonces booker de WCW Kevin Sullivan, con la esperanza de mantener a Benoit en WCW. Sin embargo, Benoit y Sullivan no se volvieron a ver de nuevo cara a cara debido a que Benoit comenzó una relación con la exesposa de Sullivan, Nancy. La gestión de WCW se mantuvo en WCW Monday Nitro dónde WCW dejó su campeonato vacante poniendo como excusa que el pie de Sid Vicious estaba sobre una de las cuerdas cuando Benoit le forzó a rendirse, invalidando dicho reinado.
Hoy en día, el reinado de Benoit como Campeón Mundial de WCW sigue siendo reconocido.

### World Wrestling Federation
Los cuatro hicieron su primera aparición en World Wrestling Federation (WWF) el 31 de enero de 2000 en RAW, como público e invitados de Mick Foley. Ellos interfirieron en un combate y luego "ganaron" contratos con WWF. El grupo comenzó a ser conocido como The Radicalz y tuvieron un éxito moderado. En 7 de febrero lucharon con D-X (Triple H y X-Pac) contra The Rock, Cactus Jack y Too Cool y ganaron la pelea. Todos los miembros del equipo llevaron a cabo carreras individuales sin desvincularse del grupo. En una edición de HEAT, Benoit & Saturn se enfrentaron a The Hardy Boyz, donde ganaron después de que Terri se uniera al grupo y los ayudara a ganar.

### Disolución
Cerca de agosto de 2000, los cuatro se distanciaron un poco para cosechar éxito individual, pero en noviembre de ese año, el grupo se volvió a unir para aliarse con Triple H y enfrentarse a Stone Cold Steve Austin. Durante los primeros meses de 2001, Benoit se volvió face para entrar en un feudo con el entonces heel Kurt Angle, mientras los otros miembros de Radicalz siguieron siendo heels, forzando a Benoit a abandonar al grupo y colocar a Guerrero como líder.
Guerrero fue despedido de la compañía en noviembre de 2001, poco antes de que Benoit sufriera una lesión. Malenko se retiró de la lucha libre profesional en agosto de 2001, dejando a Saturn como único miembro de los Radicalz, pero fue despedido en noviembre de 2002.
Guerrero volvió a firmar con WWF en 2002 y su regreso coincidió con el de Benoit (pero no fueron nombrados como The Radicalz). El dúo se separó al incorporar las nuevas marcas de la empresa (RAW y SmackDown!), pero siguieron interactuando ya sea como aliados o enemigos; más notablemente en WrestleMania XX, donde el Campeonato de WWE Eddie Guerrero celebró con el Campeón Mundial Peso Pesado Chris Benoit; y en ECW One Night Stand, donde se enfrentaron en su última lucha (meses después Eddie falleció). Guerrero murió de insuficiencia cardíaca aguda debido a una enfermedad cardiovascular arterioesclerótica el 13 de noviembre de 2005, mientras que Benoit se suicidó el 24 de junio de 2007 tras asesinar a su esposa e hijo. Tanto Guerrero como Benoit todavía eran empleados de WWE en el momento de su muerte.
Malenko se retiró de la competencia dentro del ring en 2001, pero permaneció en WWE como agente de gira hasta que dejó la compañía en 2019 y se unió a All Elite Wrestling. Saturn fue estrenado por WWE en 2002 y, tras unos años donde se desconocía su paradero, permanece activo en el circuito independiente. Terri dejó WWE en 2004 después de ocho años en la compañía y ya no está involucrada en la industria de la lucha libre profesional.

## Miembros
Actualmente, ninguno de los cuatro Radicalz (cinco si contamos la posterior afiliación de Terri Runnels al grupo) continúa luchando:
- Originales
  - Chris Benoit, el cual falleció en 2007. (Ver Artículo).
  - Eddie Guerrero, fallecido en 2005 debido a un infarto agudo de miocardio. (Ver Artículo).
  - Dean Malenko se retiró a mediados de 2001, y ahora es un entrenador/agente deWWE; es además el único Radical en permanecer en la compañía.
  - Perry Saturn, quien fue liberado de su contrato con WWE en 2002, Se retiró en 2003.
  - Terri Runnels, la mánager del grupo, dejó la lucha libre profesional en 2005.

- No reconocidos / especiales
  - Chyna, la "mamacita" de Eddie, se retiró de la lucha libre en 2002 y falleció en 2016.

## En lucha
- Movimientos finales
  - Crippler Crossface - Benoit
  - Cloverleaf - Malenko
  - Frog Splash - Eddie[7]
  - Rings of Saturn (Scissored Armbar) - Saturn

## Campeonatos y logros
- World Championship Wrestling
  - WCW World Heavyweight Championship (1 vez) - Benoit[8]
- World Wrestling Federation
  - WWF Intercontinental Championship (4 veces) - Benoit (3)[9] y Eddie (1)[10]
  - WWF European Championship (3 veces) - Eddie (2)[11][12] y Saturn (1)[13]
  - WWF Hardcore Championship (2 veces) - Saturn[14]
  - WWF Light Heavyweight Championship (2 veces) - Malenko[15][16]